# Daniel Boone (filme)
Daniel Boone (bra Rasgando Horizontes) é um filme estadunidense de 1936, dos gêneros faroeste, biografia, ficção histórica e aventura, dirigido por David Howard.